# 2711 Aleksandrov
A 2711 Aleksandrov (ideiglenes jelöléssel 1978 QB2) a Naprendszer kisbolygóövében található aszteroida. Nyikolaj Sztyepanovics Csernih fedezte fel 1978. augusztus 31-én.